# Мачеек, Владислав
Владислав Мачеек (пол. Władysław Machejek; 25 февраля 1920, с. Ходув (Малопольское воеводство) — 21 декабря 1991, Краков) — польский писатель, публицист, журналист, общественно-политический деятель. Посол (депутат) Сейма ПНР II, III, IV и V созывов.
Видный представитель социалистического реализма в польской литературе.

## Биография
Сын крестьянина. В молодости вступил в компартию Польши.
Участник Второй мировой войны. Один из организаторов Гвардии Людовой и Армии Людовой, в рядах которых сражался с немецкими оккупантами.
После войны — член ПОРП, работал на руководящих партийных должностях, был региональным секретарём в городе Новы-Тарг. Позже стал членом воеводского комитета партии в Кракове, неоднократно избирался послом (депутатом) парламента Народной Республики Польша.
С 1945 — главный редактор газеты «Głos Pracy», в 1946—1948 — «Echо Krakowa», в 1950 — литературного журнала «Dziennik Literacki», а 1952—1989 — «Życiе Literackе». В 1983 был избран в состав Национального комитета общества польско-советской дружбы.

## Творчество
В. Мачеек — видный писатель в области идеологической пропаганды, автор ряда книг, публицистических и полемических статей, направленных на поддержку линии коммунистической партии Польши. Известен также нападками на печатные органы других социалистических странах, критикующих линию СССР и КПСС (Румыния, Югославия).
Тематика произведений — о Второй мировой войне, партизанских боях и буднях, разоблачение происков капитализма и буржуазии против народной Польши.

## Избранные произведения
- Парни из леса /Chłopcy z lasu (1950)
- Сегодняшние парни /Dzisiejsi chłopi (tom 1-2, 1953—1954)
- Утром пришёл ураган /Rano przeszedł huragan (1955)
- Отчёт не будет выслан /Raport nie będzie wysłany (1959)
- Заговорщики /Spiskowcy (1961)
- Беспокойный человек /Niespokojny człowiek (1964)
- Партизан — слуга божий /Partyzant sługa boży (1970)
- Жду последнего слова /Czekam na słowo ostatnie (в 4-х томах, 1975)

## Награды
- Серебряный Крест ордена Virtuti Militari
- Орден «Знамя Труда» 1 степени
- Орден «Знамя Труда» 2 степени
- Орден «Крест Грюнвальда»
- Орден Возрождения Польши 4 степени
- Орден Возрождения Польши 5 степени
- Серебряный Крест Заслуги
- Партизанский крест